# Robert Fripp
Robert Fripp (Wimborne Minster (Dorset), 16 mei 1946) is een Brits gitarist en componist.

## Levensloop
Fripp werd geboren als zoon van een makelaar. Op 24 december 1957 begon hij gitaar te spelen. Van zijn zestiende tot zijn negentiende werkte hij bij het makelaarskantoor van zijn vader, daarna ging hij naar de universiteit. Maar op zijn twintigste keerde hij terug naar het makelaarskantoor en besloot hij professioneel gitarist te worden in de band League of Gentlemen. Hierna vormde hij met Peter Giles en Michael Giles de band Giles, Giles & Fripp, waarvan in 1968 een album verscheen. Uit deze band kwam in 1969 King Crimson voort. Met deze band leverde hij een in de destijds progressieve, symfonische hoek bekendstaand meesterwerk af: "In the Court of the Crimson King", gevolgd door "In the Wake of Poseidon" en kort daarna het meer avant-garde-getinte "Lizard" en het album "Islands". Na deze relatief experimentele albums verschenen de rijpe werken Larks' Tongues in Aspic, Starless and Bible Black en Red, met o.a. slagwerker Bill Bruford. In het kader van de 40ste verjaardag is door Fripp en Steven Wilson (Porcupine Tree) een viertal albums recent geremixt en geremasterd (In the Court of the Crimson King, Lizard, Red en Islands).
Na een aantal ingrijpende bezettingswisselingen kwam er in 1974 een einde aan de band. Fripp richtte zich hierna op studiowerk en speelde onder meer op albums van David Bowie ("Heroes") en Peter Gabriel. In 1972 en 1974 had hij al albums gemaakt met Brian Eno. Zijn eerste echte soloalbum, Exposure, verscheen in 1979. Aan deze experimentele plaat werd meegewerkt door onder anderen Peter Gabriel en Peter Hammill.
In 1980 werkte Fripp samen met bassist Busta Jones, drummer Paul Duskin en zanger David Byrne en produceerde God Save the Queen/Under Heavy Manners. Gelijktijdig stelde hij een tweede band samen, genaamd League of Gentlemen met bassist Sara Lee (Gang of Four, The B-52's, Indigo Girls), keyboardspeler Barry Andrews (XTC, Shriekback) en drummer Johnny Toobad, die later vervangen werd door Kevin Wilkinson. The LOG toerde in 1980.
In 1981 werd King Crimson heropgericht. Er werden diverse albums uitgebracht en de muziek werd gekenmerkt door de gelaagdheid van de verschillende gitaarpartijen. Bovendien speelde Fripp in deze periode korte tijd in een tweede band, die net als zijn allereerste band The League of Gentlemen heette. In 1984 werd King Crimson weer opgeheven, korte tijd later gevolgd door The League of Gentlemen. Fripp trok zich drie maanden terug uit de muziekwereld, ontmoette zijn vrouw, de zangeres en actrice Toyah Willcox en begon weer les te geven, dit keer in de Guitar Craft Course.
Met zijn leerlingen toerde hij van 1986 tot 1991 door Europa onder de naam League of Crafty Guitarists. In 1991 spande EG Records, zijn platenmaatschappij en management, een rechtszaak tegen hem aan. In 1993 ging Fripp op tournee met David Sylvian. King Crimson werd weer heropgericht in 1994 en bestaat, in wijzigende bezettingen, nog steeds. Hij maakte ook deel uit van de G3 Tour in 1997, waar hij solo optrad. In de jaren negentig werkte hij ook samen met enkele danceartiesten. Zo leverde hij bijdragen aan albums van The Grid en The Beloved. Ook nam hij met de leden van The Orb en Thomas Fehlmann het album FFWD (1994) op. In 1999 speelt hij ook een track op het album One To Three. Overflow; Ninenine/nd van Fehlmann.
Fripps solo-werk wordt gekenmerkt door een in samenwerking met Brian Eno ontwikkelde techniek die bekendstaat als Frippertronics. Voor het eerst gebruikte hij deze techniek in 1975 op het album Evening Star. Frippertronics bestaat uit twee taperecorders die op enige afstand van elkaar staan opgesteld, waarbij de ene recorder opneemt en de andere dezelfde tape tegelijkertijd afspeelt. Het resultaat is een tape-echo met een zeer lange vertragingstijd, wat gelaagde muziek mogelijk maakt.
Fripp is onder meer beïnvloed door de muziek van Béla Bartók, Terry Riley en Igor Stravinsky.
Bij de introductie van het besturingssysteem Windows Vista in november 2006 werd bekendgemaakt dat Fripp een aantal geluiden voor Vista gecomponeerd heeft. Onder andere het opstartgeluid, dat 4 seconden duurt en uit 4 akkoorden bestaat, is van zijn hand. Daarnaast componeerde Fripp nog eens 44 muziekjes en geluiden voor Vista.

## Discografie
- 1968 - The Cheerful Insanity of Giles, Giles, and Fripp
- 1973 - No Pussyfooting (met Brian Eno)
- 1975 - Evening Star (met Brian Eno)
- 1979 - Exposure
- 1981 - God Save the Queen/Under Heavy Manners
- 1981 - The League of Gentlemen (with the League of Gentlemen)
- 1981 - Let the Power Fall: An Album of Frippertronics
- 1982 - I Advance Masked (met Andy Summers)
- 1984 - Bewitched (met Andy Summers)
- 1985 - Network
- 1985 - God save the King (met the League of Gentlemen)
- 1986 - The League of Crafty Guitarists Live!
- 1986 - The Lady or the Tiger (met Toyah Willcox)
- 1990 - Show Of Hands (met «The League Of Crafty Guitarists»)
- 1993 - The First Day (met David Sylvian)
- 1993 - Darshan (met David Sylvian)
- 1993 - Kings (met David Sylvian)
- 1994 - The Bridge Between (met the California Guitar Trio)
- 1994 - 1999 Soundscapes: Live in Argentina
- 1994 - Damage: Live (met David Sylvian)
- 1994 - Redemption-Approaching Silence (met David Sylvian)
- 1994 - FFWD (met The Orb)
- 1995 - Intergalactic Boogie Express: Live in Europe...
- 1995 - A Blessing of Tears: 1995 Soundscapes, Vol. 2 (live)
- 1995 - Radiophonics: 1995 Soundscapes, Vol. 1 (live)
- 1996 - That Which Passes: 1995 Soundscapes, Vol. 3 (live)
- 1996 -  Thrang Thrang Gozinbulx  (met the League of Gentlemen)
- 1997 - November Suite: 1996 Soundscapes - Live at Green Park Station
- 1997 - Pie Jesu
- 1998 - The Gates of Paradise
- 1998 - Lightness: for the Marble Palace
- 1999 - The Repercussions of Angelic Behavior (met Bill Rieflin en Trey Gunn)
- 2004 - The Equatorial Stars (met Brian Eno)
- 2005 - Love Cannot Bear (Soundscapes - Live In The USA)
- 2007 - At The End Of Time (Churchscapes Live in England and Estonia)
- 2007 - Beyond Even (1992 - 2006) (met Brian Eno) - Reguliere release van DGM-download "The Cotswold Gnomes"
- 2008 - Thread (met Theo Travis)
- 2011 - A scarcity of miracles  (met Jakszyk, Fripp and Collins)
- 2015 - Starless starlight (met David Cross)